# Gwenllian
Gwenllian ist ein alter walisischer weiblicher Vorname, gebildet aus den Elementen gwen für „weiß, blond, gesegnet“ und llian für „flachsfarben“. Der Name war insbesondere im mittelalterlichen walisischen Königtum beliebt. Eine Kurzform des Namens ist Gwen.

## Namensträgerinnen
- Gwenllian ferch Gruffydd († 1136), walisische Adlige
- Gwenllian ferch Llywelyn (1282–1337), walisische Adlige